# Cortariu
Cortariu és un petit llogaret al sud de Pi, municipi de Bellver de Cerdanya, situat en un altiplà a 1.230 metres d'altitud, a l'esquerra del torrent de Pi. És limítrof amb el Parc Natural del Cadí-Moixeró.

## Etimologia
Etimològicament, el terme prové del nom germànic "Cortem Harici" o "Cortem Erici".

## Història
En aquest llogaret, antigament hi havia 4 cases habitades tot l'any. Depenia eclesiàsticament de la parròquia de Pi i en l'àmbit alodial depenia del Senyor de Pi.
Actualment hi ha una sola casa habitada i es dedica a l'activitat de casa de colònies.
El 2020 Arrels Escola Bosc va promoure que algunes famílies hi anessin a viure per incrementar l'alumnat.
També hi destaca l'Aula de Natura Cortariu-Cadí.